# ديفيد هيوز (لاعب كرة قدم بريطاني)
ديفيد هيوز (بالإنجليزية: David Hughes)‏ (30 ديسمبر 1972 في المملكة المتحدة - ) هو مدرب كرة قدم ولاعب كرة قدم بريطاني في مركز الوسط. لعب مع نادي ساوثهامبتون وEastleigh F.C. ‏ وساتون يونايتد.

## وصلات خارجية
- ديفيد هيوز على موقع قاعدة بيانات كرة القدم.إي يو (الإنجليزية)
- ديفيد هيوز على موقع Soccerbase.com (لاعب) (الإنجليزية)
- ديفيد هيوز على موقع عالم كرة القدم.نت (الإنجليزية)